# Danville (Quebec)
Danville é uma cidade localizada na província de Quebec no Canadá.